# Dennis Ibrahim
Dennis Ibrahim (geb. Wolf, * 24. Dezember 1974 in Hamburg) ist ein ehemaliger deutscher Fußballspieler.

## Karriere
Ibrahim spielte für Fortuna Düsseldorf in der Bundesliga und in der 2. Bundesliga. Sein Debüt in der Bundesliga gab er in der Saison 1995/96 am 31. Spieltag beim 2:0-Sieg gegen den FC St. Pauli. 1997 wechselte er zu Alemannia Aachen. Nach zwei Jahren bei der Alemannia wechselte er zur Rückrunde zum Zweitligisten SC Fortuna Köln und absolvierte elf Spiele. In seiner Zeit in Köln gelangen ihm seine ersten Tore im Profigeschäft. 2000 wechselte Ibrahim nach Australien zu Auckland Football Kingz, anschließend spielte er noch für den österreichischen Bundesligisten FC Admira Wacker Mödling. Beim portugiesischen Erstligisten CF Estrela Amadora beendete er schließlich seine Karriere nach einer Knieverletzung.
Dennis Ibrahim lebt heute unter seinem Geburtsnamen Wolf und ist Gründer einer eigenen Investment- und Projektentwicklungsgesellschaft.